# Primo Carnera
Primo Carnera (Sequals, 26 de outubro de 1906 – Sequals, 29 de junho de 1967) foi um pugilista italiano campeão mundial dos pesos-pesados entre 1933 e 1934.

## Biografia
Medindo 1,97 m de altura, Carnera foi o mais alto boxeador a se tornar campeão mundial dos pesos pesados depois do grandalhão Jess Willard, que reinara absoluto do alto de seus 1,99 m de altura entre 1915 e 1919. Apesar de ligeiramente mais baixo do que Willard, Carnera era mais pesado, tendo chegado a pesar o máximo de 125 kg, um recorde que durou até 2005, quando o gigante russo Nikolay Valuev de 2,13 m e 149 kg veio a conquistar o título mundial.
Carnera fez sua estreia no boxe em 1928 com uma vitória por nocaute no segundo assalto sobre Leon Sebillo. Na sequência, obteve mais cinco vitórias antes conhecer seu primeiro revés na carreira, quando perdeu para Franz Diener por desqualificação no primeiro round. Carnera então venceu suas sete lutas seguintes, depois protagonizou dois controversos duelos contra Young Stribling e, por fim, vingou-se de Franz Diener, com uma vitória por nocaute no sexto assalto.
Já em 1930, Carnera mudou-se para os Estados Unidos, quando emplacou dezessete vitórias por nocautes consecutivas, que somente foram interrompidas pelo veterano George Godfrey, que acabou perdendo para o italiano por desqualificação. Carnera continuou triturando a maioria de seus adversários seguintes, porém suas ambições de disputar o título mundial tiveram de ser postergadas quando perdeu um embate crucial para Jack Sharkey no final de 1931.
Em suas lutas seguintes, a maioria durante o ano de 1932, Carnera obteve vitórias expressivas contra Vittorio Campolo, Pierre Charles, King Levinsky e o gigante português de 2,06 m José Santa. Nesse ínterim, Carnera conheceu também sua quinta e sexta derrotas na carreira, respectivamente para Larry Gains e Stanley Poreda.
No início de 1933 viveria o maior drama de sua carreira ao nocautear Ernie Schaaf, que tristemente faleceria três dias depois do combate, possivelmente em virtude de graves lesões acumuladas ao longo dos últimos meses.  Não obstante ao ocorrido, a Federação Italiana de Boxe decidiu proclamar Carnera campeão italiano dos pesos pesados, passados não mais do que trinta dias após essa tragédia.
Em sua luta seguinte, já em meados de 1933, Carnera subiu ao ringue novamente contra Jack Sharkey, desta vez na condição de desafiante ao título mundial. Programada para durar quinze assaltos, a luta teve seu fim no sexto, quando Carnera levou Sharkey à lona e, desta forma, consagrando-se como o novo campeão mundial dos pesos pesados.
Posteriormente, Carnera conseguiu defender seu título com sucesso contra o proeminente boxeador espanhol Paulino Uzcudun e depois contra o ex-campeão dos meio-pesados Tommy Loughran. Entretanto, em meados de 1934, Carnera fracassou terrivelmente diante de Max Baer, perdendo seu título por nocaute, em uma luta na qual ele foi à lona por diversas vezes.
Após perder seu título, Carnera fez uma excursão pela América do Sul, passando por Argentina, Uruguai e Brasil. Fez algumas lutas de exibição nesses países, além de três lutas oficiais, que lhe renderam mais três vitórias no cartel. Retornando aos Estados Unidos, em meados de 1935, foi nocauteado pelo ascendente Joe Louis. Nos dois anos seguintes, Carnera colecionou mais cinco vitórias e três derrotas, antes de abandonar os ringues por questões médicas.
Em 1938, Carnera teve de submeter-se a uma cirurgia para remoção de um de seus rins, em virtude de sua diabetes. Entre 1940 e 1943, Carnera investiu na carreira artística, tendo estrelado pelo menos dez filmes em sua terra natal.
Ainda na Itália, entre 1945 e 1946, Carnera esboçou um retorno aos ringues, tendo realizado cinco lutas, das quais perdeu as três últimas. A partir de 1946, passou a dedicar-se à luta greco-romana, tendo se tornado um talentoso atleta nessa modalidade.
Mesmo que considerado por muitos especialistas na área como um boxeador abaixo da média, Carnera entrou para história do boxe ao ter se tornado apenas o terceiro europeu a conquistar o título de campeão mundial dos pesos pesados, seguindo os passos do britânico Bob Fitzsimmons e do alemão Max Schmeling.
Primo Carnera faleceu em 1967, aos 60 anos de idade.

## Títulos e prêmios
- WWE
  - Hall da Fama da WWE (Indução Legacy; 2019)[5]